# Txomin Badiola

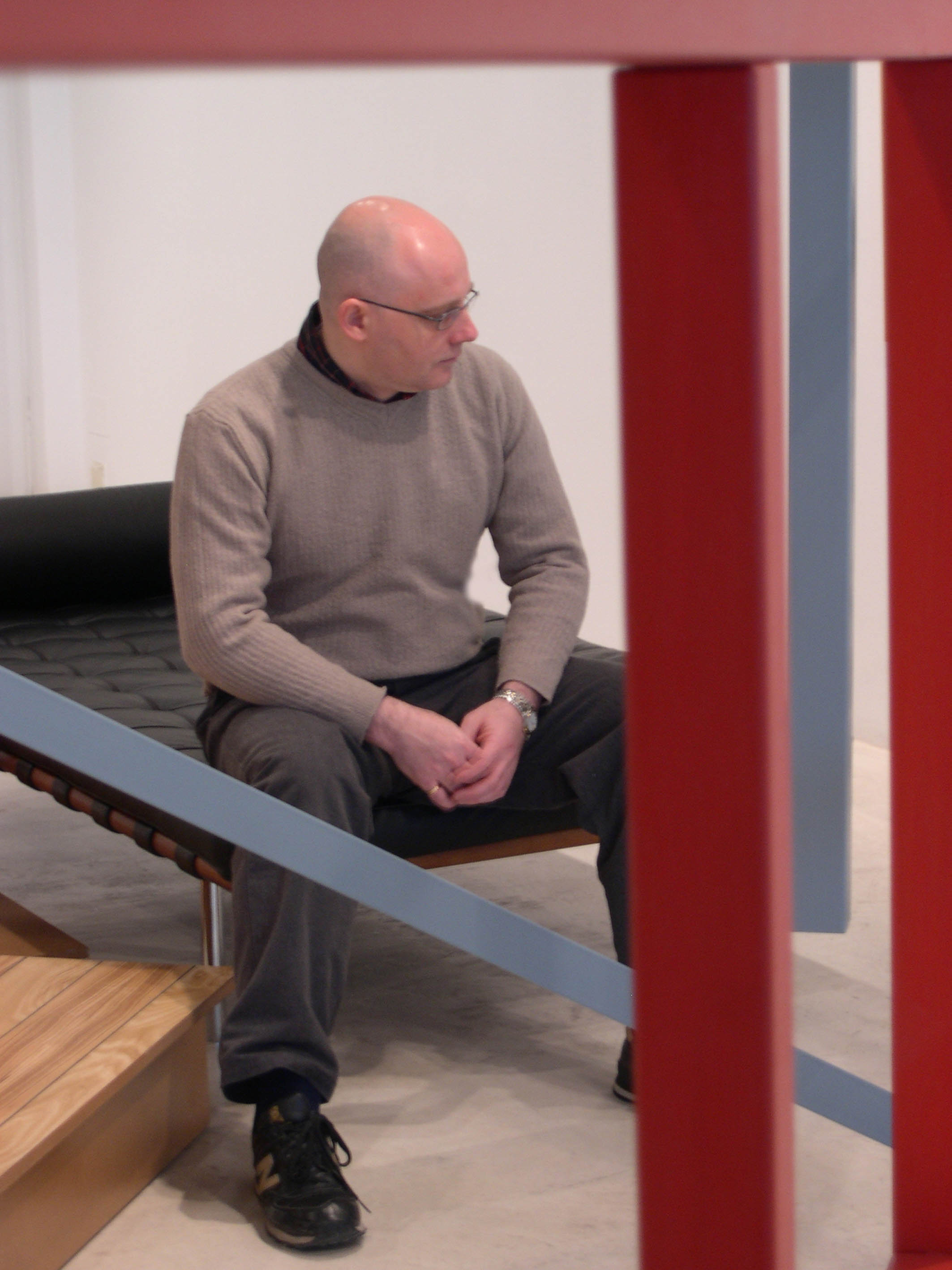
Txomin Badiola, sentado en su obra. "When the Shit Hits the Fan" 2004

Txomin Badiola Mazariegos (Bilbao, Vizcaya, 10 de marzo de 1957) es un escultor español.

## Biografía
Licenciado en Bellas Artes por la Universidad del País Vasco (UPV/EHU), donde ejerció como profesor entre 1982-1988. Es además uno de los fundadores de la segunda edición de la Asociación de Artistas Vascos (AAV). El año 1988 fue comisario de la muestra antológica "Oteiza: Propósito experimental", organizada por la Fundación Caixa y realizada en Madrid, Bilbao y Barcelona, posteriormente junto a Margit Rowell fue también comisario de la exposición "Oteiza. Mito y Modernidad" para el Museo Guggenhein en Bilbao 2004 y New York 2005 y para el MNCARS en Madrid 2005. En 1989 se traslada a Londres y seguidamente en 1990 a Nueva York para centrarse en su carrera artística hasta el año 1998 cuando regresa a Bilbao. Realiza también una labor formativa junto Angel Bados en dos talleres organizados por el centro de arte Arteleku en 1995 y 1997 y el proyecto Primer Proforma 2010 con los artistas Sergio Prego y Jon Mikel Euba, organizado por el MUSAC.
En 2007 le fue encomendado realizar el "Catálogo Razonado de Escultura" del escultor Jorge Oteiza, por encargo de la Fundación Museo Jorge Oteiza. Esta ingente tarea le supuso a Badiola tres años de investigación, y tras ser completada no pudo publicarse por diversos aplazamientos hasta 2016 . La magna obra, en dos tomos que suman casi mil páginas, registra y analiza 2.752 obras de Oteiza.

## Trayectoria
Sus primeros trabajos pueden ser adscritos al movimiento minimalista, centrado en el medio de la pintura. Posteriormente comienza a trabajar la escultura con un carácter constructivo relacionado con dos artistas de referencia en los artistas vascos de ese momento como son Joseph Beuys y Jorge Oteiza. Durante su estancia en Estados Unidos su obra evoluciona uniendo diferentes lenguajes, con una voluntad más narrativa utilizando diferentes soportes y medios expresivos.